# Megaporus
Megaporus là một chi bọ cánh cứng trong họ Dytiscidae.
Chi này được Brinck miêu tả khoa học năm 1943.

## Các loài
Các loài trong chi này gồm:
- Megaporus fischeri Mouchamps, 1964
- Megaporus gardnerii (Clark, 1862)
- Megaporus hamatus (Clark, 1862)
- Megaporus howittii (Clark, 1862)
- Megaporus natvigi Mouchamps, 1964
- Megaporus piceatus (Régimbart, 1892)
- Megaporus ruficeps (Sharp, 1882)
- Megaporus solidus (Sharp, 1882)
- Megaporus tristis (Zimmermann, 1926)
- Megaporus wilsoni Mouchamps, 1964